# Bāgol
Bāgol är en ort i Indien.   Den ligger i distriktet Pāli och delstaten Rajasthan, i den nordvästra delen av landet, 500 km sydväst om huvudstaden New Delhi. Bāgol ligger 367 meter över havet och antalet invånare är 3 690.
Terrängen runt Bāgol är platt åt nordväst, men åt sydost är den kuperad. Runt Bāgol är det tätbefolkat, med 257 invånare per kvadratkilometer. Närmaste större samhälle är Nādol, 18,9 km väster om Bāgol. Trakten runt Bāgol består till största delen av jordbruksmark.